# 吳一鵬
吴一鹏（1460年—1542年），字南夫，号白楼，直隸蘇州府长洲人。民籍。明朝禮部尚書。

## 生平
生于明英宗天順四年（1460年），成化二十二年（1486年）丙午科應天府鄉試第二十三名，弘治六年（1493年）中癸丑科二甲二十七名進士，選庶吉士，八年十月授翰林院編修，预修《大明会典》，丁父忧归。服闋，十八年四月復除原职。九年秩满，正德三年（1508年）十一月，晋升為翰林院侍講，充任經筵官。因得罪劉瑾，四年五月以未谙事体，被調外任，改南京刑部員外郎，后升任南京禮部郎中。劉瑾被誅后，恢復為翰林院侍講，六年五月加升為翰林院侍講學士，八年八月与左中允劉龍主考順天府鄉試，九月升任南京國子監祭酒，十年四月升南京太常寺卿，三年秩满，十四年四月荫子吳子孝为國子生。因母喪丁憂守制，服闋，十五年十一月復除原任。
世宗嘉靖元年（1522年）七月，升礼部右侍郎，二年八月升本部左侍郎。与尚书毛澄、汪俊力争大礼。三年九月兼翰林院學士，專管內閣誥敕，仍掌詹事府事。汪俊去官，一鹏署部事，累进礼部尚书，入内阁典诰，为张璁、桂萼所忌，嘉靖六年（1527年）九月改任南京吏部尚书，加太子太保，兩年后，八年三月南京科道官员彈劾尚書王瓊等人，吴一鹏等一併被彈劾，他於是請求致仕歸鄉。嘉靖二十一年（1542年）去世，年八十三岁。谥文端。

## 家族
曾祖吳敬；祖父吳琮；父吳行，母司氏；繼母趙氏。
有子吳子孝，官湖廣參政。

## 延伸阅读
[在维基数据编辑]
 《國朝獻徵錄·卷之二十七》，出自焦竑《國朝獻徵錄》
 《明史卷一百九十一》，出自《明史》